# 김경달
김경달(金敬達/金慶達, 1849년 3월 15일 ~ 1896년 2월 8일)은 대한민국의 독립운동가이다. 

## 생애
1849년 3월 15일 강원도 춘성군 신동면 팔미리에서 태어났다. 그는 본래 춘천부의 포군으로, 부친과 조부, 증조부, 고조부의 생일 때 반드시 새로 난 음식을 바쳐서 '김효자'라고 불릴 정도로 효심이 극진했다고 한다. 그러던 1896년 1월 유중락의 의병에 가담한 그는 그해 1월 5일 제천의 유인석 의진과 합세해 최삼여(崔三汝)의 지평 의진으로 편입되었다.
이후 최삼여는 양근군 미원으로 진군하다가 지평군수 맹영재(孟英在)가 이끄는 경군과 맞붙었다. 하지만 의병대는 경군에게 패해 모두 흩어졌고, 도중에 맹영재가 전사하자 그의 아들이 의병장 최삼여를 살해했다. 이런 상황에서도 김경달은 도주하지 않고 그대로 서서 총을 쏘다가 경군에게 생포되었다. 이에 경군이 그에게 "항복한다면 죽이지 않곘다"며 회유하자, 그는 "원래 나라의 원수를 갚고, 형체를 보전하기 위하여 나섰던 것인데 불행하여 잡혔으니 죽는 것이 당연한 일이다. 어찌 뜻을 고칠 수 있느냐."라고 큰소리로 답했다. 결국 1896년 2월 8일, 김경달은 총살형에 처해졌다.
대한민국 정부는 1980년 김경달에게 대통령표창을 추서했으며 1991년 건국훈장 애국장을 추서했다.

## 참고 자료
- 김경달 - 디지털가평문화대전